# Žydrūnas Ilgauskas
Žydrūnas Ilgauskas (Kaunas, 5 giugno 1975) è un ex cestista lituano, dal 2013 statunitense, professionista nella NBA.

## Carriera
Ilgauskas gioca per due anni (1994-1996) nella squadra lituana dell'Atletas Kaunas prima di essere preso nel draft NBA 1996 dai Cavaliers come 20ª scelta assoluta. Nel 1998 divenne addirittura presidente della società lituana. Ilgauskas si fa subito notare per le sue ottime qualità da centro, ma anche per un brutto infortunio al piede che lo perseguiterà anche in futuro; infatti salta 287 partite nelle prime sei stagioni NBA: tutta la stagione d'esordio 1996-97 e la 1999-2000, riesce a giocare solo 5 gare nel 1998-99, 24 nel 2000-01, e ne salta 19 nel 2001-02. Negli ultimi anni, comunque, i problemi al piede sono diminuiti, e Ilgauskas salta soltanto 14 partite dal 2002-03 al 2006-07.
Ilgauskas, in NBA, ha una media di 14,5 punti, 7,7 rimbalzi, 1,3 assist, 1,7 stoppate e 29 minuti a partita e tira con una percentuale-carriera del 47,7% dal campo e del 77,9% dai liberi. Il suo career-high di punti è di 35, segnati per due volte.
Ilgauskas viene selezionato nel 1997-98 per il Rookie Challenge e viene nominato MVP della partita, diventando il primo europeo a riuscirci. Viene selezionato per l'All-Star Game per l'Eastern Conference nel 2003 e nel 2005.
Nel 17 febbraio 2010 viene inserito in una trade che lo porta ai Washington Wizards, mentre i Cavs acquisiscono Antawn Jamison. I Wizards però non sono realmente interessati a lui, quanto piuttosto agli altri giocatori coinvolti nella trade: il 25 febbraio, infatti, risolvono il contratto col giocatore e lo tagliano, rendendolo così free agent. Il 23 marzo, passati i 30 giorni regolamentari per firmare con un'altra squadra, Ilgausksas torna a Cleveland, firmando fino al termine della stagione.
Scaduto il contratto, nell'estate 2010 Zydrunas si trasferisce ai Miami Heat, dove ritrova l'amico ed ex compagno ai Cavaliers LeBron James, con il quale raggiunge la finale, in cui Miami viene sconfitta 4-2 dai Dallas Mavericks.

## Ritiro
Il 30 settembre 2011, ad un evento benefico a Cleveland, Ilgauskas annuncia il suo ritiro dal basket. Nonostante avesse ancora un anno di contratto con Miami, il centro lituano ha dichiarato che il suo fisico non era più in grado di sostenere i ritmi brutali di una stagione NBA.
Il 21 ottobre 2013 i Cleveland Cavaliers annunciano il ritiro della maglia n.11 di Ilgauskas. La cerimonia si è svolta l'8 marzo 2014.
Nel 2013 ottiene la cittadinanza statunitense; a seguito di questo ha perso la cittadinanza lituana in quanto la Lituania non permette ai propri cittadini di avere due cittadinanze.

## Statistiche

### NBA

#### Regular Season
| Anno      | Squadra             | PG  | PT  | MP   | TC%  | 3P%  | TL%  | RP  | AP  | PRP | SP  | PP   |
| --------- | ------------------- | --- | --- | ---- | ---- | ---- | ---- | --- | --- | --- | --- | ---- |
| 1997-1998 | Cleveland Cavaliers | 82  | 81  | 29,0 | 51,8 | 25,0 | 76,2 | 8,8 | 0,9 | 0,6 | 1,6 | 13,9 |
| 1998-1999 | Cleveland Cavaliers | 5   | 5   | 34,2 | 50,9 | 0,0  | 60,0 | 8,8 | 0,8 | 0,8 | 1,4 | 15,2 |
| 2000-2001 | Cleveland Cavaliers | 24  | 24  | 25,7 | 48,7 | 0,0  | 67,9 | 6,7 | 0,8 | 0,6 | 1,5 | 11,7 |
| 2001-2002 | Cleveland Cavaliers | 62  | 23  | 21,4 | 42,5 | 0,0  | 75,4 | 5,4 | 1,1 | 0,3 | 1,4 | 11,1 |
| 2002-2003 | Cleveland Cavaliers | 81  | 81  | 30,0 | 44,1 | 0,0  | 78,1 | 7,5 | 1,6 | 0,7 | 1,9 | 17,2 |
| 2003-2004 | Cleveland Cavaliers | 81  | 81  | 31,3 | 48,3 | 28,6 | 74,6 | 8,1 | 1,3 | 0,5 | 2,5 | 15,3 |
| 2004-2005 | Cleveland Cavaliers | 78  | 78  | 33,5 | 46,8 | 28,6 | 79,9 | 8,6 | 1,3 | 0,7 | 2,1 | 16,9 |
| 2005-2006 | Cleveland Cavaliers | 78  | 78  | 29,3 | 50,6 | 0,0  | 83,4 | 7,6 | 1,2 | 0,5 | 1,7 | 15,6 |
| 2006-2007 | Cleveland Cavaliers | 78  | 78  | 27,3 | 48,5 | 0,0  | 80,7 | 7,7 | 1,6 | 0,6 | 1,3 | 11,9 |
| 2007-2008 | Cleveland Cavaliers | 73  | 73  | 30,4 | 47,4 | 0,0  | 80,2 | 9,3 | 1,4 | 0,5 | 1,6 | 14,1 |
| 2008-2009 | Cleveland Cavaliers | 65  | 65  | 27,2 | 47,2 | 38,5 | 79,9 | 7,5 | 1,0 | 0,4 | 1,3 | 12,9 |
| 2009-2010 | Cleveland Cavaliers | 64  | 6   | 20,9 | 44,3 | 47,8 | 74,3 | 5,4 | 0,8 | 0,2 | 0,8 | 7,4  |
| 2010-2011 | Miami Heat          | 72  | 51  | 15,9 | 50,8 | 0,0  | 78,3 | 4,0 | 0,4 | 0,3 | 0,8 | 5,0  |
| Carriera  | Carriera            | 843 | 724 | 27,2 | 47,6 | 31,0 | 78,0 | 7,3 | 1,1 | 0,5 | 1,6 | 13,0 |
| All-Star  | All-Star            | 2   | 0   | 10,5 | 55,6 | 0,0  | 100  | 3,5 | 0,5 | 0,0 | 1,0 | 6,0  |

#### Play-off
| Anno     | Squadra             | PG | PT | MP   | TC%  | 3P%  | TL%  | RP  | AP  | PRP | SP  | PP   |
| -------- | ------------------- | -- | -- | ---- | ---- | ---- | ---- | --- | --- | --- | --- | ---- |
| 1998     | Cleveland Cavaliers | 4  | 4  | 36,8 | 57,1 | 0,0  | 52,0 | 7,5 | 0,5 | 0,5 | 1,3 | 17,3 |
| 2006     | Cleveland Cavaliers | 13 | 13 | 27,2 | 45,4 | 0,0  | 75,0 | 6,3 | 0,8 | 0,4 | 2,1 | 10,4 |
| 2007     | Cleveland Cavaliers | 20 | 20 | 32,5 | 49,2 | 0,0  | 83,8 | 9,7 | 0,9 | 0,5 | 0,8 | 12,6 |
| 2008     | Cleveland Cavaliers | 13 | 13 | 30,2 | 47,9 | 0,0  | 81,8 | 7,5 | 1,6 | 0,4 | 1,1 | 13,1 |
| 2009     | Cleveland Cavaliers | 14 | 14 | 29,1 | 44,9 | 15,4 | 63,6 | 7,8 | 1,2 | 0,4 | 0,9 | 10,5 |
| 2010     | Cleveland Cavaliers | 7  | 0  | 9,9  | 38,5 | 0,0  | 66,7 | 1,6 | 0,4 | 0,0 | 1,0 | 1,7  |
| 2011     | Miami Heat          | 9  | 8  | 11,6 | 46,7 | 0,0  | 66,7 | 3,6 | 0,3 | 0,0 | 0,3 | 3,6  |
| Carriera | Carriera            | 80 | 72 | 26,5 | 47,7 | 15,4 | 74,4 | 6,9 | 0,9 | 0,3 | 1,1 | 10,2 |

## Palmarès
- NBA Rookie Challenge MVP: 1998
- 2 volte NBA All-Star (2003, 2005)
- NBA All-Rookie First Team (1998)
- 1 volta maggior numero di rimbalzi offensivi in stagione NBA
- Cinquantesimo miglior stoppatore di sempre NBA